# The Slave (film 1917 Gillstrom)
The Slave è un cortometraggio del 1917 diretto da Arvid E. Gillstrom
con Billy West e Oliver Hardy.
Uscì nelle sale il 15 dicembre 1917.

## Produzione
Il film fu prodotto da Louis Burstein per la King Bee Studios, la casa di produzione specializzata in comiche che Burstein aveva fondato quell'anno.